# Lago Pinatubo
Il lago Pinatubo è un lago craterico delle Filippine formatosi in seguito all'eruzione del 15 giugno 1991 del Pinatubo. Si trova nella provincia di Zambales dell'isola di Luzon, circa 90 km a nord ovest di Manila. 
Con una profondità di 600 metri, è il lago più profondo delle Filippine.
Il lago non ha immissari ed è alimentato soltanto dalle precipitazioni atmosferiche.  

## Turismo
Il lago è descritto come "un grande gioiello di blu e verde" ed è una popolare meta turistica. Fino a quando non furono costruite delle strade per avvicinarsi al lago erano necessari diversi giorni di cammino oppure alcune ore con automobili fuoristrada, seguite da circa due ore di ripida salita. In seguito fu costruita una strada sterrata detta Skyway con la quale è ora possibile, con mezzi fuoristrada, arrivare in circa un'ora e mezza ad un punto dal quale si può raggiungere il lago in circa 45 minuti di trekking.